# Chùa Linh Quang (Bình Thuận)
Chùa Linh Quang (Linh Quang Tự) là một ngôi chùa tại huyện đảo Phú Quý, tỉnh Bình Thuận, Việt Nam.
Ngôi chùa này là một di tích lịch sử cấp quốc gia. Chùa toạ lạc trên một ngọn đồi thoải thuộc xã Tam Thanh, huyện Phú Quý, tỉnh Bình Thuận. Chùa được xây dựng vào năm 1748 (vào thời Cảnh Hưng thứ 8) đến nay cũng hơn 200 năm. Ở đây còn lưu giữ nhiều sắc phong và nhiều tượng Phật quý.

## Tên gọi di tích
Chùa Linh quang hay còn gọi là Linh Quang Tự có ý nghĩa là hào quang, ánh sáng của chùa linh hiển chiếu sáng

## Địa điểm phân bố di tích
Toạ lạc trên một ngọn đồi thoai thoải, khung cảnh nơi đây vừa trầm mặc, vừa thoáng đãng như tách biệt với cuộc sống trần tục đời thường

## Sự kiện - nhân vật lịch sử
Hầu hết nguồn gốc và lịch sử chùa chiền ở Bình Thuận gắn liền với sự kiện di dân từ các tỉnh cực Bắc và Trung Trung Bộ.
Nếu tính niên đại chính thức của ngôi chùa theo gia phả để lại thì chùa được kiến tạo, tu bổ lại vào năm Đinh Mão 1747 đời Vua Lê Hiển Tông - niên hiệu Cảnh Hưng thứ 8, đây là một trong những ngôi chùa có niên đại đại sớm nhất ở Bình Thuận. Với những giá trị và ý nghĩa tiêu biểu.
Thuở sơ khai nơi đây chỉ là một tiểu am tranh lá đơn sơ đứng trầm mặc trên ngọn đồi hoang vắng. Quanh chùa thuở ấy là những khu rừng, những mỏm đá nguyên sinh trầm lắng thích nghi với cảnh Phật tràng. Vị sư tổ khai sáng chùa là Nguyễn Cánh, trước khi qua đời đã lập gia phả này giao lại cho con là Nguyễn Khách thừa kế ngôi tiểu am.
Vua Gia Long khi còn là Nguyễn Ánh bị quân Tây Sơn truy đuổi đã bôn tẩu ra Phú Quý và dừng chân lưu gót tại chùa Linh Quang.

Để tưởng nhớ những ngày vua bôn ba ra hải đảo, đồng thời lưu lại kỷ niệm nhà vua đến thăm chùa, Linh Quang Tự đã tạo tác bài thơ ngay trước sân thượng của chùa như sau: 
"Gia Long bổn tầu thời quốc nạn
Cặp đảo mai danh đáo Linh Quang
Ngắm nhìn đoài, chấn phùng thánh địa

Đặt hướng Tây canh dựng đại môn".

## Loại di tích
Linh Quang Tự là thắng cảnh thiên nhiên và kiến trúc phối hợp. Chùa toạ lạc giữa một khung cảnh trầm lặng thích nghi với cõi Tiên Phật. Một quần thể các công trình kiến trúc dân gian đồ sộ với những hình khối vừa cổ kính vừa hiện đại lồng khớp giữa khung cảnh nên thơ có sức hấp dẫn mọi người. Nghệ thuật chạm khắc từ các pho tượng Phật đến các mảng đề tài trang trí vừa mềm mại khéo léo, vừa sống động thể hiện sự huyền ảo trong cõi bồng lai. Lối kiến trúc, chạm khắc, hội hoạ và nghệ thuật trang trí của chùa từ ngoài vào trong thể hiện rõ nét tính tôn giáo.
Linh Quang Tự được Bộ Văn hóa Thông tin (Nay là Bộ Văn hoá, Thể thao và Du lịch) xếp hạng thắng cảnh cấp Quốc gia tại Quyết định số 51 QĐ/BT ngày 12/01/1996.

## Khảo tả di tích
Toàn bộ các công trình kiến trúc chính của chùa quay về hướng Tây và được bố trí dạng chữ đinh (丁), trình tự gồm: Toà chánh điện, cửa đại môn, nhà hội quán, nhà tăng, tháp vọng...